# 安格巴赫河 (伊薩爾河支流)
48°24′21″N 11°49′39″E / 48.40583°N 11.82762°E

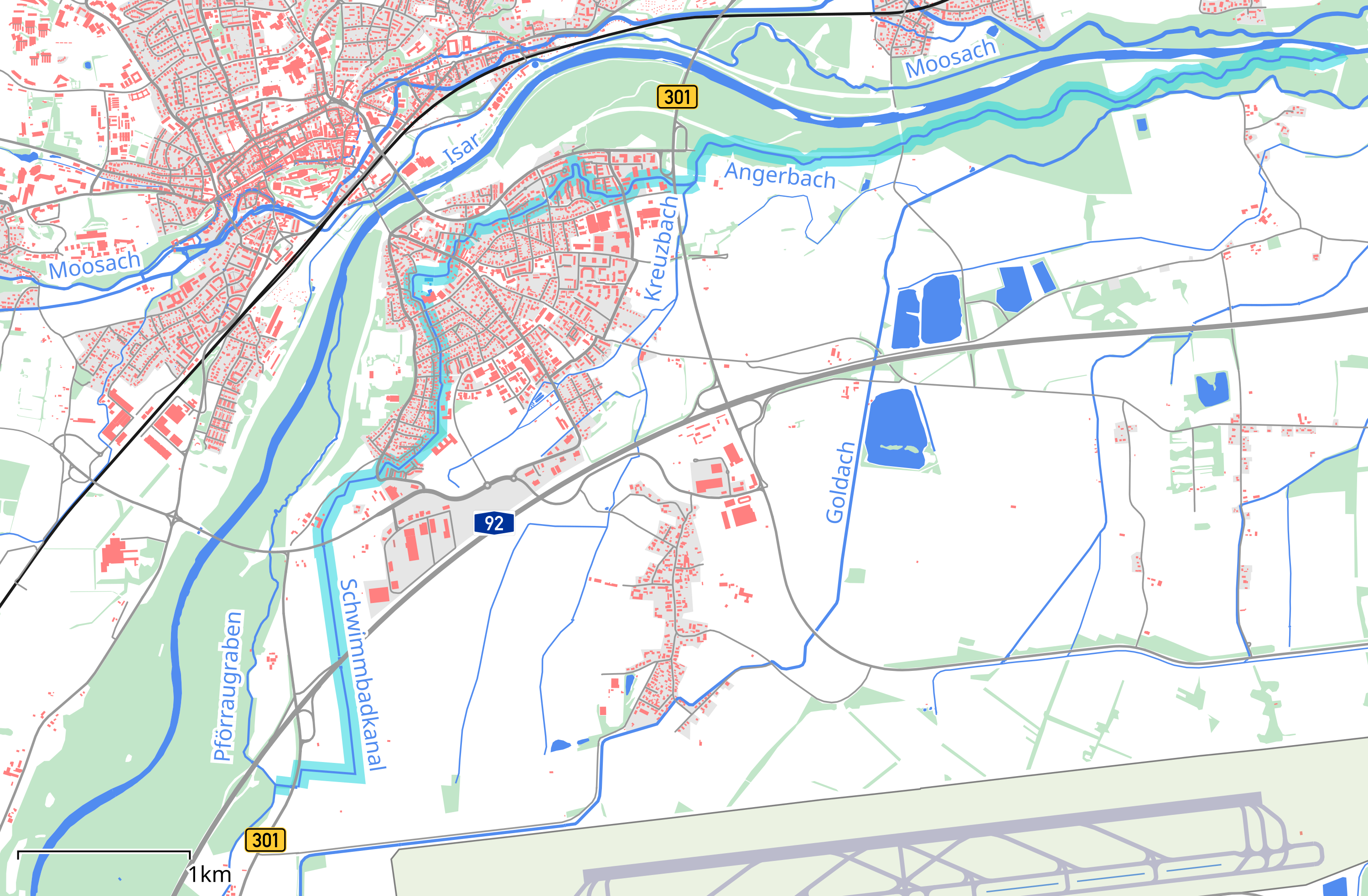
安格巴赫河流域图

安格巴赫河（德語：Angerbach），是德國的河流，位於該國東南部，由巴伐利亞負責管轄，流經伊薩爾河，河道全長10.5公里，流域面積8.62平方公里，河口處在馬茨靈。